# Dina Thanthi
Dina Thanthi (ook wel Daily Thanthi genoemd) is een Tamil-dagblad dat uitkomt in India.
De krant werd in 1942 opgericht door de advocaat S.P. Adithanar, het blad kwam toen uit in Madurai. Tegenwoordig komen er ook edities uit in Tirunelveli, Bangalore, Mumbai, Chennai, Coimbatore, Erode, Dindigul, Tiruchirappalli, Salem, Nagercoil, Cuddalore, Vellore, Puducherry en Thanjavur. Het dagblad is een van de grootste Tamil-kranten. In de tweede helft van 2009 bedroeg de oplage in totaal ruim een miljoen (1.191.874) exemplaren) en telde het ruim 7,3 miljoen lezers. De broadsheet is eigendom van de Thanthi Trust.